# Liste der Stolpersteine in Oss (Niederlande)

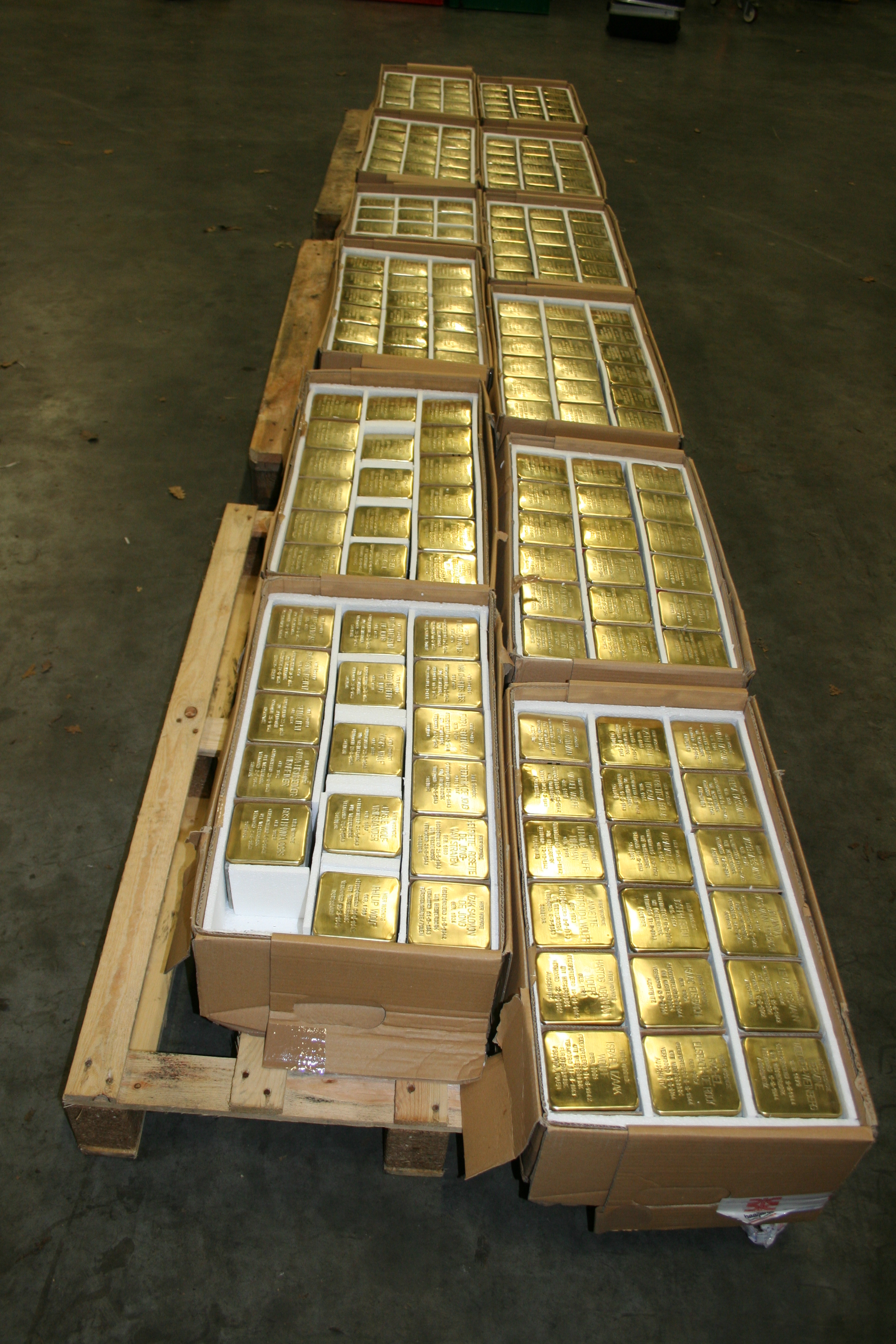
207 der Stolpersteine von Oss

Die Liste der Stolpersteine in Oss umfasst die Stolpersteine, die vom deutschen Künstler Gunter Demnig in Oss verlegt wurden, einer Gemeinde im Norden der niederländischen Provinz Noord-Brabant. Stolpersteine sind den Opfern des Nationalsozialismus gewidmet, die vom NS-Regime drangsaliert, deportiert, ermordet, in die Emigration oder in den Suizid getrieben wurden. Demnig verlegt für jedes Opfer einen eigenen Stein, im Regelfall vor dem letzten selbst gewählten Wohnsitz.
Die ersten Verlegungen in dieser Gemeinde fanden am 23. Juli 2011 statt.

## Verlegte Stolpersteine

### Geffen
Geffen war bis 1983 eine eigenständige Gemeinde, war danach Teil von Maasdonk und zählt seit 2015 zum Stadtgebiet von Oss. In Geffen wurden sechs Stolpersteine an einer Adresse verlegt.
| Stolperstein | Übersetzung                                                                                                   | Verlegort             | Name, Leben                          |
| ------------ | --- | --------------------- | ------------------------------------ |
|              | HIER WOHNTE BENJAMIN VAN DIJK GEB. 1892 DEPORTIERT 25.5.1943 AUS WESTERBORK ERMORDET 28.5.1943 SOBIBOR        | Geffen, Dorpstraat 26 | Benjamin van Dijk (1892–1943)        |
|              | HIER WOHNTE ELISABETH VAN DIJK GEB. 1859 DEPORTIERT 13.4.1943 AUS WESTERBORK ERMORDET 16.4.1943 SOBIBOR       | Geffen, Dorpstraat 26 | Elisabeth van Dijk (1859–1943)       |
|              | HIER WOHNTE HETTY VAN DIJK GEB. 1928 DEPORTIERT 25.5.1943 AUS WESTERBORK ERMORDET 28.5.1943 SOBIBOR           | Geffen, Dorpstraat 26 | Hetty van Dijk (1928–1943)           |
|              | HIER WOHNTE SALLY VAN DIJK GEB. 1932 DEPORTIERT 25.5.1943 AUS WESTERBORK ERMORDET 28.5.1943 SOBIBOR           | Geffen, Dorpstraat 26 | Sally van Dijk (1932–1943)           |
|              | HIER WOHNTE BETJE VAN DIJK-DE VRIES GEB. 1891 DEPORTIERT 25.5.1943 AUS WESTERBORK ERMORDET 28.5.1943 SOBIBOR  | Geffen, Dorpstraat 26 | Betje van Dijk-de Vries (1891–1943)  |
|              | HIER WOHNTE HESTER DE VRIES-VAN DIJK GEB. 1854 DEPORTIERT 13.4.1943 AUS WESTERBORK ERMORDET 16.4.1943 SOBIBOR | Geffen, Dorpstraat 26 | Hester de Vries-van Dijk (1854–1943) |

### Oss
In der Stadt Oss sollen 263 Stolpersteine verlegt worden sein. Hier werden Schritt für Schritt jene Stolpersteine gelistet, die durch Fotografien dokumentiert sind. (Stand Oktober 2021)
| Stolperstein | Übersetzung | Verlegort                             | Name, Leben                                             |
| ------------ | --- | ------------------------------------- | ------------------------------------------------------- |
|              | HIER WOHNTE SZIJJA FROIN ALTSZULER GEB. 1894 DEPORTIERT 31.8.1942 AUS WESTERBORK ERMORDET 11.3.1942 FÜRSTENGRUBE/POLEN                            | Rozenstraat 29                        | Szijja Froin Altszuler (1894–1943)                      |
|              | HIER WOHNTE ARNOLD ANDRIESSE GEB. 1899 DEPORTIERT 9.10.1942 AUS WESTERBORK ERMORDET 31.1.1943 AUSCHWITZ                                           | Dr. Hermanslaan 22                    | Arnold Andriesse (1899–1943)                            |
|              | HIER WOHNTE ELISABETH ANDRIESSE GEB. 1930 DEPORTIERT 9.10.1942 AUS WESTERBORK ERMORDET 12.10.1942 AUSCHWITZ                                       | Dr. Hermanslaan 22                    | Elisabeth Andriesse (1930–1942)                         |
|              | HIER WOHNTE HENRI ANDRIESSE GEB. 1938 DEPORTIERT 9.10.1942 AUS WESTERBORK ERMORDET 12.10.1942 AUSCHWITZ                                           | Dr. Hermanslaan 22                    | Henri Andriesse (1938–1942)                             |
|              | HIER WOHNTE HENRI BERNARD ANDRIESSE GEB. 1927 DEPORTIERT 31.8.1942 AUS WESTERBORK ERMORDET 3.9.1942 AUSCHWITZ                                     | Dr. Hermanslaan 7                     | Henri Bernhard Andriesse (1927–1942)                    |
|              | HIER WOHNTE IRMA ANDRIESSE GEB. 1941 DEPORTIERT 9.10.1942 AUS WESTERBORK ERMORDET 12.10.1942 AUSCHWITZ                                            | Dr. Hermanslaan 22                    | Irma Andriesse (1941–1942)                              |
|              | HIER WOHNTE MATHILDE ANDRIESSE GEB. 1933 DEPORTIERT 9.10.1942 AUS WESTERBORK ERMORDET 12.10.1942 AUSCHWITZ                                        | Dr. Hermanslaan 22                    | Mathilde Andriesse (1933–1942)                          |
|              | HIER WOHNTE MEIJER ANDRIESSE GEB. 1925 DEPORTIERT 1.6.1943 AUS WESTERBORK ERMORDET 4.6.1943 SOBIBOR                                               | Dr. Hermanslaan 7                     | Meijer Henri Bernhard Andriesse (1925–1943)             |
|              | HIER WOHNTE HELENA ANDRIESSE- DE WOLF GEB. 1902 DEPORTIERT 9.10.1942 AUS WESTERBORK ERMORDET 12.10.1942 AUSCHWITZ                                 | Dr. Hermanslaan 22                    | Helena Andriesse-de Wolff (1902–1942)                   |
|              | HIER WOHNTE LEENTJE DEN AREND- VAN VLIES GEB. 1870 DEPORTIERT 11-5-1943 AUS WESTERBORK ERMORDET 14-5-1943 SOBIBOR                                 | Walstraat 30                          | Leentje den Arend-van Vlies (1870–1943)                 |
|              | HIER WOHNTE CORNELIA VAN BAAREN- COLTHOF GEB. 1878 DEPORTIERT 20.4.1943 AUS WESTERBORK ERMORDET 23.4.1943 SOBIBOR                                 | Dr. Hermanslaan 16                    | Cornelia van Baaren-Colthof (1878–1943)                 |
|              | HIER WOHNTE HERMAN VAN BEEK GEB. 1908 DEPORTIERT 9.2.1943 AUS WESTERBORK ERMORDET 30.4.1943 AUSCHWITZ                                             | Floraliastraat 23                     | Herman van Beek (1908–1943)                             |
|              | HIER WOHNTE SIBYLLA VAN BEEK- DE WIJZE GEB. 1919 DEPORTIERT 9.2.1943 AUS WESTERBORK ERMORDET 12.2.1943 AUSCHWITZ                                  | Floraliastraat 23                     | Sibylla van Beek-de Wijze (1919–1943)                   |
|              | HIER WOHNTE ABRAHAM BEEM GEB. 1929 DEPORTIERT 8-6-1943 AUS WESTERBORK ERMORDET 11-6-1943 SOBIBOR                                                  | Kerkstraat 11                         | Abraham Beem (1929–1943)                                |
|              | HIER WOHNTE EDUARD BEEM GEB. 1882 DEPORTIERT 27.4.1943 AUS WESTERBORK ERMORDET 30.4.1943 SOBIBOR                                                  | Boterstraat 12                        | Eduard Beem (1882–1943)                                 |
|              | HIER WOHNTE JOSEPH BEEM GEB. 1934 DEPORTIERT 8-6-1943 AUS WESTERBORK ERMORDET 11-6-1943 SOBIBOR                                                   | Kerkstraat 11                         | Joseph Beem (1934–1943)                                 |
|              | HIER WOHNTE JOSEPH BEEM GEB. 1899 DEPORTIERT 6-7-1943 AUS WESTERBORK ERMORDET 9-7-1943 SOBIBOR                                                    | Kerkstraat 11                         | Jozeph Beem (1899–1943)                                 |
|              | HIER WOHNTE ROSA BEEM-KOHN GEB. 1882 DEPORTIERT 27.4.1943 AUS WESTERBORK ERMORDET 30.4.1943 SOBIBOR                                               | Boterstraat 12                        | Rosa Beem-Kohn (1882–1943)                              |
|              | HIER WOHNTE HENRIETTE A. BEEM- TONCMAN GEB. 1906 DEPORTIERT 8-6-1943 AUS WESTERBORK ERMORDET 11-6-1943 SOBIBOR                                    | Kerkstraat 11                         | Henriette A. Beem-Toncman (1906–1943)                   |
|              | HIER WOHNTE LEVIE DE BEER GEB. 1882 DEPORTIERT 31.8.1942 AUS WESTERBORK ERMORDET 3.9.1942 AUSCHWITZ                                               | Dr. Hermanslaan 7                     | Levie de Beer (1882–1942)                               |
|              | HIER WOHNTE HENRIËTTE DE BEER- VAN DER GIESSEN WITWE VON H.K. ANDRIESSE GEB. 1902 DEPORTIERT 31.8.1942 AUS WESTERBORK ERMORDET 3.9.1942 AUSCHWITZ | Dr. Hermanslaan 7                     | Henriëtte Elisabeth de Beer-van der Giessen (1902–1942) |
|              | HIER WOHNTE MAX BLANCKE GEB. 1878 DEPORTIERT 20-7-1943 AUS WESTERBORK ERMORDET 23-7-1943 SOBIBOR                                                  | Walstraat 38                          | Max Blancke (1878–1943)                                 |
|              | HIER WOHNTE EMILIE BLANCKE- KOOPMANN GEB. 1885 DEPORTIERT 20-7-1943 AUS WESTERBORK ERMORDET 23-7-1943 SOBIBOR                                     | Walstraat 38                          | Emilie Blancke-Koopmann (1885–1943)                     |
|              | HIER WOHNTE ISAAC COHEN GEB. 1926 DEPORTIERT 13-4-1943 AUS WESTERBORK ERMORDET 16-4-1943 SOBIBOR                                                  | Walstraat 7                           | Isaac Cohen (1926–1943)                                 |
|              | HIER WOHNTE ISIDOOR COHEN GEB. 1901 DEPORTIERT 16-10-1942 AUS WESTERBORK ERMORDET 30-11-1943 AUSCHWITZ                                            | Katwijkstraat 24                      | Isidoor Cohen (1901–1943)                               |
|              | HIER WOHNTE JACOB COHEN GEB. 1925 DEPORTIERT 8-2-1944 AUS WESTERBORK ERMORDET 30-6-1944 MIDDEN-EUROPA                                             | Walstraat 7                           | Jacob Cohen (1925–1944)                                 |
|              | HIER WOHNTE JOSEPH COHEN GEB. 1892 DEPORTIERT 26-10-1942 AUS WESTERBORK ERMORDET 28-2-1943 AUSCHWITZ                                              | Walstraat 7                           | Joseph Cohen (1892–1943)                                |
|              | HIER WOHNTE FRANCINA COHEN-VAN DIJK GEB. 1884 DEPORTIERT 26-10-1942 AUS WESTERBORK ERMORDET 29-10-1942 AUSCHWITZ                                  | Walstraat 7                           | Francina Cohen-Van Dijk (1884–1942)                     |
|              | HIER WOHNTE AARON COLTHOF GEB. 1874 DEPORTIERT 11.5.1943 AUS WESTERBORK ERMORDET 14.5.1943 SOBIBOR                                                | Dr. Hermanslaan 16                    | Aaron Colthof (1874–1943)                               |
|              | HIER WOHNTE CHAJJIEM COLTHOF GEB. 1942 INTERNIERT 1943 FLUCHT UMGEKOMMEN 27.4.1943                                                                | Goudmijnstraat 51                     | Chajjiem Colthof (1942–1943)                            |
|              | HIER WOHNTE ELLA COLTHOF GEB. 1909 DEPORTIERT 3.3.1944 AUS WESTERBORK ERMORDET 6.3.1944 AUSCHWITZ                                                 | Dr. Hermanslaan 16                    | Ella Colthof (1909–1944)                                |
|              | HIER WOHNTE ISRAEL COLTHOF GEB. 1906 DEPORTIERT 8.6.1943 AUS WESTERBORK ERMORDET 11.6.1943 SOBIBOR                                                | Goudmijnstraat 51                     | Israel Colthof (1906–1943)                              |
|              | HIER WOHNTE JUDITH COLTHOF GEB. 1940 KINDERTRANSPORT VUGHT DEPORTIERT 23.7.1943 AUS WESTERBORK ERMORDET 20.7.1943 SOBIBOR                         | Goudmijnstraat 51                     | Judith Colthof (1940–1943)                              |
|              | HIER WOHNTE MARIANNE COLTHOF- FRANK GEB. 1909 DEPORTIERT 20.7.1943 AUS WESTERBORK ERMORDET 23.7.1943 SOBIBOR                                      | Goudmijnstraat 51                     | Marianne Colthof-Frank (1909–1943)                      |
|              | HIER WOHNTE KÁROLY GYULA DÁVID GEB. 1905 DEPORTIERT 17.8.1943 AUS WESTERBORK ERMORDET 17.4.1945 MAUTHAUSEN                                        | Kromstraat 2                          | Károly Gyula Dávid (1905–1945)                          |
|              | HIER WOHNTE GASTON LEON DIEPENDAAL GEB. 1905 DEPORTIERT 8-6-1943 AUS WESTERBORK ERMORDET 11-6-1943 SOBIBOR                                        | Walstraat 30                          | Gaston Léon Diependaal (1905–1943)                      |
|              | HIER WOHNTE HENRI JACQUES DIEPENDAAL GEB. 1929 DEPORTIERT 12.10.1942 AUS WESTERBORK ERMORDET 16.10.1942 AUSCHWITZ                                 | Floraliastraat 65                     | Henri Jacques Diependaal (1929–1942)                    |
|              | HIER WOHNTE JACQUES HENRI DIEPENDAAL GEB. 1894 DEPORTIERT 12.10.1942 AUS WESTERBORK ERMORDET 28.2.1943 AUSCHWITZ                                  | Floraliastraat 65                     | Jacques Henri Diependaal (1894–1943)                    |
|              | HIER WOHNTE JOSEF HUGO DIEPENDAAL GEB. 1923 DEPORTIERT 12.10.1942 AUS WESTERBORK ERMORDET 29.4.1945 DACHAU                                        | Floraliastraat 65                     | Josef Hugo Diependaal (1923–1945)                       |
|              | HIER WOHNTE JOSEPH (JOPIE) DIEPENDAAL GEB. 1931 DEPORTIERT 8-6-1943 AUS WESTERBORK ERMORDET 11-6-1943 SOBIBOR                                     | Walstraat 30                          | Joseph Diependaal (1931–1943)                           |
|              | HIER WOHNTE PAULA EMILIA DIEPENDAAL GEB. 1932 DEPORTIERT 12.10.1942 AUS WESTERBORK ERMORDET 15.10.1942 AUSCHWITZ                                  | Floraliastraat 65                     | Paula Emelia Diependaal (1932–1943)                     |
|              | HIER WOHNTE SALOMON ARNOLD DIEPENDAAL GEB. 1936 DEPORTIERT 29-6-1943 AUS WESTERBORK ERMORDET 2-7-1943 SOBIBOR                                     | Walstraat 30                          | Salomon Arnold Diependaal (1936–1943)                   |
|              | HIER WOHNTE SAMUEL ALBERT DIEPENDAAL GEB. 1926 DEPORTIERT 12.10.1942 AUS WESTERBORK ERMORDET 28.2.1943 AUSCHWITZ                                  | Floraliastraat 65                     | Samuel Albert Diependaal (1926–1943)                    |
|              | HIER WOHNTE JETJE DIEPENDAAL- DEN AREND GEB. 1906 DEPORTIERT 29-6-1943 AUS WESTERBORK ERMORDET 2-7-1943 SOBIBOR                                   | Walstraat 30                          | Jetje Diependaal-den Arend (1906–1943)                  |
|              | HIER WOHNTE HELENA DIEPENDAAL-HES GEB. 1898 DEPORTIERT 12.10.1942 AUS WESTERBORK ERMORDET 15.10.1942 AUSCHWITZ                                    | Floraliastraat 65                     | Helena Diependaal-Hes (1895–1942)                       |
|              | HIER WOHNTE ALEXANDER VAN DIJK GEB. 1896 DEPORTIERT 23.10.1942 AUS WESTERBORK ERMORDET 1.5.1943 AUSCHWITZ                                         | Dr. Hermanslaan 8                     | Alexander van Dijk (1896–1943)                          |
|              | HIER WOHNTE IZAK PHILIP VAN DIJK GEB. 1930 DEPORTIERT 16-10-1942 AUS WESTERBORK ERMORDET 19-10-1942 AUSCHWITZ                                     | Heuvel 14 (vormals Heuvel 40)         | Izak Philip van Dijk (1930–1942)                        |
|              | HIER WOHNTE LEONARD VAN DIJK GEB. 1895 DEPORTIERT 16-10-1942 AUS WESTERBORK ERMORDET 30-9-1943 AUSCHWITZ                                          | Heuvel 14 (vormals Heuvel 40)         | Leonard van Dijk (1895–1943)                            |
|              | HIER WOHNTE PHILIP JACQUES VAN DIJK GEB. 1938 DEPORTIERT 16-10-1942 AUS WESTERBORK ERMORDET 19-10-1942 AUSCHWITZ                                  | Heuvel 14 (vormals Heuvel 40)         | Philip Jacques van Dijk (1938–1942)                     |
|              | HIER WOHNTE ROOSJE M. VAN DIJK- VAN VRIESLAND GEB. 1894 DEPORTIERT 16-10-1942 AUS WESTERBORK ERMORDET 19-10-1942 AUSCHWITZ                        | Heuvel 14 (vormals Heuvel 40)         | Roosje Mathilda van Dijk-van Vriesland (1894–1942)      |
|              | HIER WOHNTE LASZLO ZOLTAU EHRENTHAL GEB. 1920 DEPORTIERT 21.9.1942 AUS WESTERBORK ERMORDET 31.1.1943 AUSCHWITZ                                    | Kromstraat 2                          | Laszlo Zoltau Ehrenthal (1920–1943)                     |
|              | HIER WOHNTE EMILE BENJAMIN ELSBACH GEB. 1900 DEPORTIERT 10.10.1942 AUS MECHELEN ERMORDET 31.3.1943 BISMARCKHÜTTE/POLEN                            | Molenstraat 143                       | Emile Benjamin Elsbach (1900–1943)                      |
|              | HIER WOHNTE ISAAK ELSBACH GEB. 1864 DEPORTIERT 3-9-1944 AUS WESTERBORK ERMORDET 6-9-1944 AUSCHWITZ                                                | Monsterstraat 6                       | Isaac Elsbach (1864–1944)                               |
|              | HIER WOHNTE RACHEL ELSBACH-DE ROOY GEB. 1867 DEPORTIERT 3-9-1944 AUS WESTERBORK ERMORDET 6-9-1944 AUSCHWITZ                                       | Monsterstraat 6                       | Rachel Elsbach-De Rooij (1864–1944)                     |
|              | HIER WOHNTE ISRAEL FÖRSTER GEB. 1869 DEPORTIERT 25-5-1943 AUS WESTERBORK ERMORDET 28-5-1943 SOBIBOR                                               | Hooghuisstraat 6 (vormals Heuvel 88)  | Israel Förster (1869–1943)                              |
|              | HIER WOHNTE ANNA FÖRSTER- STAAL GEB. 1893 DEPORTIERT 25-5-1943 AUS WESTERBORK ERMORDET 28-5-1943 SOBIBOR                                          | Hooghuisstraat 6 (vormals Heuvel 88)  | Anna Förster-Staal (1893–1943)                          |
|              | HIER WOHNTE JULIUS MARCUS FRANK GEB. 1914 DEPORTIERT 9.10.1942 AUS WESTERBORK ERMORDET 31.1.1943 AUSCHWITZ                                        | Spoorlaan 10                          | Julius Marcus Frank (1914–1943)                         |
|              | HIER WOHNTE SARA BETTY FRANK GEB. 1939 DEPORTIERT 9.10.1942 AUS WESTERBORK ERMORDET 12.10.1942 AUSCHWITZ                                          | Spoorlaan 10                          | Sara Betty Frank (1939–1942)                            |
|              | HIER WOHNTE HENRIËTTE FRANK- OPPENHEIMER GEB. 1912 DEPORTIERT 9.10.1942 AUS WESTERBORK ERMORDET 12.10.1942 AUSCHWITZ                              | Spoorlaan 10                          | Henriëtte Frank-Oppenheimer (1912–1942)                 |
|              | HIER WOHNTE MARCUS FRESCO GEB. 1927 DEPORTIERT 5.10.1942 AUS WESTERBORK AUSCHWITZ GESTORBEN 31.8.1943 MITTELEUROPA                                | Spoorlaan 52                          | Marcus Fresco (1927–1943)                               |
|              | HIER WOHNTE ROSINA FRESCO GEB. 1923 DEPORTIERT 3.9.1944 AUS WESTERBORK ERMORDET 6.9.1944 AUSCHWITZ                                                | Spoorlaan 52                          | Rosina Fresco (1923–1943)                               |
|              | HIER WOHNTE SALOMON FRESCO GEB. 1891 DEPORTIERT 5.10.1942 AUS WESTERBORK ERMORDET 8.10.1942 AUSCHWITZ                                             | Spoorlaan 52                          | Salomon Fresco (1891–1942)                              |
|              | HIER WOHNTE ANTJE FRESCO-HES GEB. 1890 DEPORTIERT 5.10.1942 AUS WESTERBORK ERMORDET 8.10.1942 AUSCHWITZ                                           | Spoorlaan 52                          | Antje Fresco-Hes (1890–1942)                            |
|              | HIER WOHNTE JOHANNA GEISEL GEB. 1887 DEPORTIERT 3.9.1944 AUS WESTERBORK ERMORDET 6.9.1944 AUSCHWITZ                                               | Dr. Hermanslaan 3                     | Johanna Geisel (1887–1944)                              |
|              | HIER WOHNTE ABRAHAM VAN GELDER GEB. 1901 DEPORTIERT 3.6.1944 AUS WESTERBORK ERMORDET 14.4.1945 WÜSTEGIERSDORF                                     | Monseigneur van den Boerpark 6        | Abraham van Gelder (1901–1945)                          |
|              | HIER WOHNTE FLORENCE BERTHE VAN GELDER GEB. 1938 DEPORTIERT 13.7.1943 AUS WESTERBORK ERMORDET 16.7.1943 SOBIBOR                                   | Monseigneur van den Boerpark 6        | Florence Berthe van Gelder (1938–1943)                  |
|              | HIER WOHNTE SUZANNA VAN GELDER- VAN GELDER GEB. 1898 DEPORTIERT 13.7.1943 AUS WESTERBORK ERMORDET 16.7.1943 SOBIBOR                               | Monseigneur van den Boerpark 6        | Suzanna van Gelder-van Gelder (1898–1943)               |
|              | HIER WOHNTE BRUNO GERST GEB. 1878 DEPORTIERT 9-2-1943 AUS WESTERBORK ERMORDET 12-2-1943 AUSCHWITZ                                                 | Hooghuisstraat 13 (vormals Heuvel 81) | Bruno Gerst (1878–1943)                                 |
|              | HIER WOHNTE SIBILLE VAN DER GIESSEN- GEB. 1858 DEPORTIERT 13.4.1943 AUS WESTERBORK ERMORDET 16.4.1943 AUSCHWITZ                                   | Dr. Hermanslaan 7                     | Sibille van der Giessen-Jansen (1858–1943)              |
|              | HIER WOHNTE CLARA WILHELMINA GOLDSMID GEB. 1909 DEPORTIERT 8.6.1943 AUS WESTERBORK ERMORDET 11.6.1943 SOBIBOR                                     | Houtstraat 14                         | Clara Wilhelmina Goldsmid (1909–1943)                   |
|              | HIER WOHNTE JACOB GOLDSMID GEB. 1877 DEPORTIERT 11.5.1943 AUS WESTERBORK ERMORDET 14.5.1943 SOBIBOR                                               | Houtstraat 14                         | Jacob Goldsmid (1877–1943)                              |
|              | HIER WOHNTE REGINA GOLDSMID- VAN DIJK GEB. 1883 DEPORTIERT 11.5.1943 AUS WESTERBORK ERMORDET 14.5.1943 SOBIBOR                                    | Houtstraat 14                         | Regina Goldsmid-van Dijk (1883–1943)                    |
|              | HIER WOHNTE ANNA REGINA GRUNWERG GEB. 1938 DEPORTIERT 1.6.1943 AUS WESTERBORK ERMORDET 4.6.1943 SOBIBOR                                           | Rozenstraat 29                        | Anna Regina Grunwerg (1938–1943)                        |
|              | HIER WOHNTE GERSHON GRUNWERG GEB. 1934 DEPORTIERT 1.6.1943 AUS WESTERBORK ERMORDET 4.6.1943 SOBIBOR                                               | Rozenstraat 29                        | Gershon Grunwerg (1934–1943)                            |
|              | HIER WOHNTE MARKUS GRUNWERG GEB. 1903 DEPORTIERT 1.6.1943 AUS WESTERBORK ERMORDET 4.6.1943 SOBIBOR                                                | Rozenstraat 29                        | Markus Grunwerg (1903–1943)                             |
|              | HIER WOHNTE GITTEL TAUBE GRUNWERG-ZIFFER GEB. 1909 DEPORTIERT 1.6.1943 AUS WESTERBORK ERMORDET 4.6.1943 SOBIBOR                                   | Rozenstraat 29                        | Gittel Taube Grunwerg-Ziffer (1909–1943)                |
|              | HIER WOHNTE SELMA GUTMANN GEB. 1879 DEPORTIERT 3-9-1944 AUS WESTERBORK ERMORDET 6-9-1944 AUSCHWITZ                                                | Monsterstraat 6                       | Selma Gutman (1879–1944)                                |
|              | HIER WOHNTE ELEAZAR HAAGENS GEB. 1888 DEPORTIERT 25.5.1943 AUS WESTERBORK ERMORDET 28.5.1943 SOBIBOR                                              | Floraliastraat 3                      | Eleazar Haagens (1888–1943)                             |
|              | HIER WOHNTE SALOMON HAAGENS GEB. 1919 DEPORTIERT 12.10.1942 AUS WESTERBORK ERMORDET 28.2.1943 AUSCHWITZ                                           | Floraliastraat 3                      | Salomon Haagens (1919–1943)                             |
|              | HIER WOHNTE JANSJE HAAGENS- BOEKBINDER GEB. 1888 DEPORTIERT 25.5.1943 AUS WESTERBORK ERMORDET 28.5.1943 SOBIBOR                                   | Floraliastraat 3                      | Jansje Haagens-Boekbinder (1888–1943)                   |
|              | HIER WOHNTE MARIANNE BERTHA HAAGENS-DIEPENDAAL GEB. 1922 DEPORTIERT 12.10.1942 AUS WESTERBORK ERMORDET 15.10.1942 AUSCHWITZ                       | Floraliastraat 65                     | Marianne Bertha Haagens-Diependaal (1922–1942)          |
|              | HIER WOHNTE ABRAHAM EMANUEL HANOUWER GEB. 1918 DEPORTIERT 31.8.1942 AUS WESTERBORK ERMORDET 11.3.1943 FÜRSTENGRUBE/POLEN                          | Molenstraat 143                       | Abraham Emanuel Hanouwer (1918–1943)                    |
|              | HIER WOHNTE BENNO DEN HARTOG GEB. 1936 DEPORTIERT 16-10-1942 AUS WESTERBORK ERMORDET 19-10-1942 AUSCHWITZ                                         | Peperstraat 5                         | Benno den Hartog (1936–1942)                            |
|              | HIER WOHNTE CLARA ROZETTA DEN HARTOG GEB. 1920 DEPORTIERT 6-4-1943 AUS WESTERBORK ERMORDET 13-10-1943 SOBIBOR                                     | Molenstraat 69                        | Clara Rozetta Hartog (1920–1943)                        |
|              | HIER WOHNTE ISAAC DEN HARTOG GEB. 1934 DEPORTIERT 16-10-1942 AUS WESTERBORK ERMORDET 19-10-1942 AUSCHWITZ                                         | Peperstraat 5                         | Isaac den Hartog (1934–1942)                            |
|              | HIER WOHNTE MARCUS JACOB DEN HARTOG GEB. 1925 DEPORTIERT 16-10-1942 AUS WESTERBORK ERMORDET 29-4-1945 DACHAU                                      | Peperstraat 5                         | Marcus Jacob den Hartog (1925–1945)                     |
|              | HIER WOHNTE NICO DEN HARTOG GEB. 1897 DEPORTIERT 16-10-1942 AUS WESTERBORK ERMORDET 19-3-1945 BUCHENWALD                                          | Peperstraat 5                         | Nico den Hartog (1897–1945)                             |
|              | HIER WOHNTE SIMON DEN HARTOG GEB. 1900 DEPORTIERT 3-3-1944 AUS WESTERBORK ERMORDET 6-3-1944 AUSCHWITZ                                             | Kruisstraat 89                        | Simon den Hartog (1900–1944)                            |
|              | HIER WOHNTE MARGARETHA DEN HARTOG-HES GEB. 1909 DEPORTIERT 3-3-1944 AUS WESTERBORK ERMORDET 6-3-1944 AUSCHWITZ                                    | Kruisstraat 89                        | Margaretha den Hartog-Hes (1909–1944)                   |
|              | HIER WOHNTE JULIA DEN HARTOG- ZILVERBERG GEB. 1899 DEPORTIERT 16-10-1942 AUS WESTERBORK ERMORDET 19-10-1942 AUSCHWITZ                             | Peperstraat 5                         | Julia den Hartog-Zilverberg (1899–1942)                 |
|              | HIER WOHNTE LEO HARTOGS GEB. 1878 DEPORTIERT 31.7.1944 ERMORDET 15.3.1945 BERGEN-BELSEN                                                           | Spoorlaan 80                          | Leo Hartogs (1878–1945)                                 |
|              | HIER WOHNTE ALBERT DAVID HES GEB. 1884 DEPORTIERT 11.5.1943 AUS WESTERBORK ERMORDET 14.5.1943 SOBIBOR                                             | Ridderstraat 58                       | Albert David Hes (1884–1943)                            |
|              | HIER WOHNTE ALEXANDER HES GEB. 1919 DEPORTIERT 4-9-1942 AUS WESTERBORK UMGEKOMMEN 31-3-1944 MITTELEUROPA                                          | Heuvel 6 (vormals Heuvel 32)          | Alexander Hes (1919–1944)                               |
|              | HIER WOHNTE DAVID NATHAN HES GEB. 1883 DEPORTIERT 13.7.1943 AUS WESTERBORK ERMORDET 16.7.1943 SOBIBOR                                             | Dr. Hermanslaan 6                     | David Nathan Hes (1883–1943)                            |
|              | HIER WOHNTE DIA HELENE HES GEB. 1938 DEPORTIERT 3-9-1944 AUS WESTERBORK ERMORDET 6-9-1944 AUSCHWITZ                                               | Hooghuisstraat 13 (vormals Heuvel 79) | Dia Helena Hes (1938–1944)                              |
|              | HIER WOHNTE HENRI HES GEB. 1886 DEPORTIERT 11-5-1943 AUS WESTERBORK ERMORDET 14-5-1943 SOBIBOR                                                    | Heuvel 6 (vormals Heuvel 32)          | Henri Hes (1886–1943)                                   |
|              | HIER WOHNTE HENRIETTE DINA TRUUS HES GEB. 1936 DEPORTIERT 3-9-1944 AUS WESTERBORK ERMORDET 6-9-1944 AUSCHWITZ                                     | Hooghuisstraat 13 (vormals Heuvel 79) | Henriette Dina Truus Hes (1936–1944)                    |
|              | HIER WOHNTE HIJMAN LEMAN HES GEB. 1934 DEPORTIERT 3-9-1944 AUS WESTERBORK ERMORDET 6-9-1944 AUSCHWITZ                                             | Hooghuisstraat 13 (vormals Heuvel 79) | Hijman Leman Hes (1934–1944)                            |
|              | HIER WOHNTE HUGO DANIEL HES GEB. 1888 DEPORTIERT 3-9-1944 AUS WESTERBORK ERMORDET 6-9-1944 AUSCHWITZ                                              | Hooghuisstraat 13 (vormals Heuvel 79) | Hugo Daniel Hes (1888–1944)                             |
|              | HIER WOHNTE JEHUDAH JACOB LOUIS HES GEB. 1940 DEPORTIERT 3-9-1944 AUS WESTERBORK ERMORDET 6-9-1944 AUSCHWITZ                                      | Hooghuisstraat 13 (vormals Heuvel 79) | Jehudah Jacob Louis Hes (1940–1944)                     |
|              | HIER WOHNTE JOACHIM LEON HES GEB. 1922 DEPORTIERT 31-8-1942 AUS WESTERBORK ERMORDET 11-3-1943 FÜRSTENGRUBE PSZCYNA, POLEN                         | Molenstraat 69                        | Joachim Leon Hes (1911–1943)                            |
|              | HIER WOHNTE LOUIS HES GEB. 1928 KINDERTRANSPORT VUGHT DEPORTIERT 8.6.1943 AUS WESTERBORK ERMORDET 11.6.1943 SOBIBOR                               | Dr. Hermanslaan 1                     | Louis Hes (1928–1943)                                   |
|              | HIER WOHNTE MAX CHARLES HES GEB. 1923 DEPORTIERT 31.8.1942 AUS WESTERBORK ERMORDET 11.3.1943 FÜRSTENGRUBE/POLEN                                   | Ridderstraat 58                       | Max Charles Hes (1923–1943)                             |
|              | HIER WOHNTE MEIJER HES GEB. 1899 DEPORTIERT 21.9.1943 AUS WESTERBORK ERMORDET 24.9.1943 AUSCHWITZ                                                 | Dr. Hermanslaan 1                     | Meijer Hes (1899–1944)                                  |
|              | HIER WOHNTE MIA JETTA SIENY HES GEB. 1931 DEPORTIERT 3-3-1944 AUS WESTERBORK ERMORDET 6-3-1944 AUSCHWITZ                                          | Hooghuisstraat 13 (vormals Heuvel 79) | Mia Jetta Sieny Hes (1931–1944)                         |
|              | HIER WOHNTE MICHEL HUGO HES GEB. 1921 DEPORTIERT 31.8.1942 AUS WESTERBORK ERMORDET 11.3.1943 FÜRSTENGRUBE/POLEN                                   | Ridderstraat 58                       | Michel Hugo Hes (1921–1943)                             |
|              | HIER WOHNTE ROSE-MARIE HES GEB. 1936 KINDERTRANSPORT VUGHT DEPORTIERT 8.6.1943 AUS WESTERBORK ERMORDET 11.6.1943 SOBIBOR                          | Dr. Hermanslaan 1                     | Rose-Marie Hes (1936–1943)                              |
|              | HIER WOHNTE ROSINA JETTA ANTJE HES GEB. 1933 DEPORTIERT 3-3-1944 AUS WESTERBORK ERMORDET 6-3-1944 AUSCHWITZ                                       | Hooghuisstraat 13 (vormals Heuvel 79) | Rosina Jetta Antje Hes (1933–1944)                      |
|              | HIER WOHNTE SAMUËL AARON SALMIJ HES GEB. 1942 DEPORTIERT 3-3-1944 AUS WESTERBORK ERMORDET 6-3-1944 AUSCHWITZ                                      | Hooghuisstraat 13 (vormals Heuvel 79) | Samuël Aaron Salmij Hes (1942–1944)                     |
|              | HIER WOHNTE SAMUEL ABRAHAM HES GEB. 1897 DEPORTIERT 19-10-1942 AUS WESTERBORK ERMORDET 28-2-1943 AUSCHWITZ                                        | Ridderstraat 41                       | Samuel Abraham Hes (1897–1943)                          |
|              | HIER WOHNTE SALOMON MICHEL HES GEB. 1916 DEPORTIERT 31.8.1942 AUS WESTERBORK ERMORDET 30.11.1942 FÜRSTENGRUBE/POLEN                               | Ridderstraat 58                       | Salomon Michel Hes (1916–1942)                          |
|              | HIER WOHNTE SAMUEL SIEGFRIED HES GEB. 1919 DEPORTIERT 31.8.1942 AUS WESTERBORK ERMORDET 11.3.1943 FÜRSTENGRUBE/POLEN                              | Ridderstraat 58                       | Samuel Siegfried Hes (1919–1943)                        |
|              | HIER WOHNTE BETJE HES- PARFUMEUR GEB. 1899 DEPORTIERT 3-3-1944 AUS WESTERBORK ERMORDET 6-3-1944 AUSCHWITZ                                         | Hooghuisstraat 13 (vormals Heuvel 79) | Betje Hes-Parfumeur (1899–1944)                         |
|              | HIER WOHNTE TRUITJE HES- PARFUMEUR GEB. 1903 DEPORTIERT 8.6.1943 AUS WESTERBORK ERMORDET 11.6.1943 SOBIBOR                                        | Dr. Hermanslaan 1                     | Truitje Hes-Parfumeur (1903–1943)                       |
|              | HIER WOHNTE JOHANNA ELISE HES-PHILIPS- GEB. 1892 DEPORTIERT 13.7.1943 AUS WESTERBORK ERMORDET 16.7.1943 AUSCHWITZ                                 | Dr. Hermanslaan 6                     | Johanna Elise Hes-Philips (1892–1943)                   |
|              | HIER WOHNTE SARA HES-SPEELMAN GEB. 1881 DEPORTIERT 11.5.1943 AUS WESTERBORK ERMORDET 14.5.1943 SOBIBOR                                            | Ridderstraat 58                       | Sara Hes-Speelman (1881–1943)                           |
|              | HIER WOHNTE EVA HES-VAN DIJK GEB. 1888 DEPORTIERT 11-5-1943 AUS WESTERBORK ERMORDET 14-5-1943 SOBIBOR                                             | Heuvel 6 (vormals Heuvel 32)          | Eva Hes-van Dijk (1888–1943)                            |
|              | HIER WOHNTE GITHA HIRNHEIMER- HIRNHEIMER GEB. 1862 DEPORTIERT 29-6-1943 AUS WESTERBORK ERMORDET 2-7-1943 SOBIBOR                                  | Ridderstraat 38                       | Githa Hirnheimer-Hirnheimer (1862–1943)                 |
|              | HIER WOHNTE ERNST ISRAEL HIRSCH GEB. 1916 DEPORTIERT 17.8.1944 AUS DRANCY ERMORDET 1.4.1945 BERGEN-BELSEN                                         | Hooghuisstraat 27                     | Ernst Israel Hirsch (1916–1945)                         |
|              | HIER WOHNTE ALICE VAN DER HOEDEN GEB. 1913 DEPORTIERT 15.11.1943 AUS VUGHT ERMORDET 31.1.1944 AUSCHWITZ                                           | Linkensweg 15                         | Alice van der Hoeden (1913–1945)                        |
|              | HIER WOHNTE AARON BAREND DE JONG GEB. 1930 DEPORTIERT 25-5-1943 AUS WESTERBORK ERMORDET 28-5-1943 SOBIBOR                                         | Ridderstraat 29                       | Aaron Barend de Jong (1930–1943)                        |
|              | HIER WOHNTE FREDERIK DE JONG GEB. 1894 DEPORTIERT 25-5-1943 AUS WESTERBORK ERMORDET 28-5-1943 SOBIBOR                                             | Ridderstraat 29                       | Frederik de Jong (1894–1943)                            |
|              | HIER WOHNTE IZAK SALOMON DE JONG GEB. 1924 DEPORTIERT 31-8-1942 AUS WESTERBORK ERMORDET 11-3-1943 FÜRSTENGRUBE/POLEN                              | Ridderstraat 29                       | Izak Salomon de Jong (1924–1943)                        |
|              | HIER WOHNTE MARINUS HERMAN DE JONGH GEB. 1907 DEPORTIERT 7.8.1942 AUS WESTERBORK ERMORDET 30.9.1942 AUSCHWITZ                                     | Hooghuisstraat 27                     | Marinus Herman de Jongh (1907–1942)                     |
|              | HIER WOHNTE NATHAN MARTIN DE JONG GEB. 1929 DEPORTIERT 25-5-1943 AUS WESTERBORK ERMORDET 28-5-1943 SOBIBOR                                        | Ridderstraat 29                       | Nathan Martin de Jong (1929–1943)                       |
|              | HIER WOHNTE HENRIETTE ROSETTE DE JONG- VAN STRATEN GEB. 1890 DEPORTIERT 25-5-1943 AUS WESTERBORK ERMORDET 28-5-1943 SOBIBOR                       | Ridderstraat 29                       | Henriëtte Rosette de Jong-van Straten (1890–1943)       |
|              | HIER WOHNTE NANNI KAHN GEB. 1884 DEPORTIERT 25-5-1943 AUS WESTERBORK ERMORDET 28-5-1943 SOBIBOR                                                   | Molenstraat 80                        | Nanni Kahn (1894–1943)                                  |
|              | HIER WOHNTE NANNI KAHN GEB. 1884 DEPORTIERT 25-5-1943 AUS WESTERBORK ERMORDET 28-5-1943 SOBIBOR                                                   | Molenstraat 80                        | Nathan Gabriel Kahn (1927–1945)                         |
|              | HIER WOHNTE SIEGFRIED KAHN GEB. 1892 DEPORTIERT 21-4-1943 AUS WESTERBORK ERMORDET 30-9-1944 AUSCHWITZ                                             | Molenstraat 78                        | Siegfried Kahn (1892–1944)                              |
|              | HIER WOHNTE SUSE KAHN GEB. 1929 DEPORTIERT 18-1-1944 AUS WESTERBORK ERMORDET 28-2-1945 MITTELEUROPA                                               | Molenstraat 80                        | Suse Kahn (1929–1945)                                   |
|              | HIER WOHNTE MATHILDE KAHN- HIRNHEIMER GEB. 1893 DEPORTIERT 21-4-1943 AUS WESTERBORK ERMORDET 6-10-1944 AUSCHWITZ                                  | Molenstraat 80                        | Mathilde Kahn-Hirnheimer (1893–1944)                    |
|              | HIER WOHNTE ROSA KATZMAN-KATZ GEB. 1879 DEPORTIERT 24.11.1942 AUS WESTERBORK ERMORDET 27.11.1942 AUSCHWITZ                                        | Floraliastraat 65                     | Rosa Katzmann-Katz (1879–1942)                          |
|              | HIER WOHNTE FROUKJE KLEERMAKER GEB. 1892 DEPORTIERT 31-8-1942 AUS WESTERBORK ERMORDET 3-9-1942 AUSCHWITZ                                          | Katwijkstraat 38                      | Froukje Kleermaker (1892–1942)                          |
|              | HIER WOHNTE ESTHER KLEERMAKER GEB. 1932 DEPORTIERT 8-6-1942 AUS WESTERBORK ERMORDET 11-6-1943 SOBIBOR                                             | Dr. Hermanslaan 4                     | Esther Kleinkramer (1832–1943)                          |
|              | HIER WOHNTE IZAK KLEINKRAMER GEB. 1902 DEPORTIERT 19.10.1943 AUS WESTERBORK ERMORDET 31.3.1944 AUSCHWITZ                                          | Dr. Hermanslaan 4                     | Izak Kleinkramer (1902–19434)                           |
|              | HIER WOHNTE LEONARD KLEINKRAMER GEB. 1938 KINDERTRANSPORT VUGHT DEPORTIERT 8.6.1943 AUS WESTERBORK ERMORDET 11.6.1943 SOBIBOR                     | Dr. Hermanslaan 4                     | Leonard Kleinkramer (1938–1943)                         |
|              | HIER WOHNTE JETJE KLEINKRAMER- ROZENTHAL GEB. 1908 DEPORTIERT 8.6.1943 AUS WESTERBORK ERMORDET 11.6.1943 SOBIBOR                                  | Dr. Hermanslaan 4                     | Jetje Kleinkramer-Rozenthal (1908–1943)                 |
|              | HIER WOHNTE KARL ISRAEL KNOLLER GEB. 1919 DEPORTIERT 11-1-1944 AUS WESTERBORK ERMORDET 4-12-1944 BERGEN-BELSEN                                    | Walstraat 38                          | Karl Knoller (1919–1944)                                |
|              | HIER WOHNTE SIMON KNOLLER GEB. 1883 DEPORTIERT 11-1-1944 AUS WESTERBORK ERMORDET 15-2-1945 BERGEN-BELSEN                                          | Walstraat 38                          | Simon Knoller (1883–1945)                               |
|              | HIER WOHNTE PAULA KNOLLER- NEURATH GEB. 1880 DEPORTIERT 11-1-1944 AUS WESTERBORK ERMORDET 1-6-1944 BERGEN-BELSEN                                  | Walstraat 38                          | Paula Knoller-Neurath (1880–1944)                       |
|              | HIER WOHNTE PAULA KNOLLER- NEURATH GEB. 1880 DEPORTIERT 11-1-1944 AUS WESTERBORK ERMORDET 1-6-1944 BERGEN-BELSEN                                  | Doelenstraat 19                       | Marianne Miriam Kober (1930–1944)                       |
|              | HIER WOHNTE MICHAEL WILLEM KOBER GEB. 1937 DEPORTIERT 18-1-1944 AUS WESTERBORK ERMORDET 21-10-1944 AUSCHWITZ                                      | Doelenstraat 19                       | Michael Willem Kober (1937–1944)                        |
|              | HIER WOHNTE MICHAEL WILLEM KOBER GEB. 1937 DEPORTIERT 18-1-1944 AUS WESTERBORK ERMORDET 21-10-1944 AUSCHWITZ                                      | Doelenstraat 19                       | Ruth Margarete Kober (1933–1944)                        |
|              | HIER WOHNTE SALOMON KOBER GEB. 1903 DEPORTIERT 18-1-1944 AUS WESTERBORK ERMORDET 7-2-1945 MITTELEUROPA                                            | Doelenstraat 19                       | Salomon Kober (1903–1945)                               |
|              | HIER WOHNTE EVA JENNI KOBER-HAINAUER GEB. 1905 DEPORTIERT 18-1-1944 AUS WESTERBORK ERMORDET 21-10-1944 AUSCHWITZ                                  | Doelenstraat 19                       | Eva Jenni Kober-Hainauer (1905–1944)                    |
|              | HIER WOHNTE ESTHER KOSTER- SILVERENBERG GEB. 1864 DEPORTIERT 3.9.1944 AUS WESTERBORK ERMORDET 6.9.1944 AUSCHWITZ                                  | Kazernestraat 6                       | Esther Koster-Silverenberg (1864–1944)                  |
|              | HIER WOHNTE ELSE LEESER GEB. 1900 DEPORTIERT 31-8-1942 AUS WESTERBORK ERMORDET 3-9-1942 AUSCHWITZ                                                 | Hooghuisstraat 6 (vormals Heuvel 88)  | Else Leeser (1900–1942)                                 |
|              | HIER WOHNTE BETJE DE LEEUW- HAMBURGER GEB. 1883 DEPORTIERT 19-10-1942 AUS WESTERBORK ERMORDET 22-10-1942 AUSCHWITZ                                | Kortfoortstraat 124                   | Betje de Leeuw-Hamburger (1883–1942)                    |
|              | HIER WOHNTE DAVID IZAAC DE LEEUW GEB. 1885 DEPORTIERT 19-10-1942 AUS WESTERBORK ERMORDET 22-10-1942 AUSCHWITZ                                     | Kortfoortstraat 124                   | David Izaac de Leeuw-Hamburger (1885–1942)              |
|              | HIER WOHNTE JOHANNA DE LEEUW GEB. 1921 DEPORTIERT 19-10-1942 AUS WESTERBORK ERMORDET 22-10-1942 AUSCHWITZ                                         | Kortfoortstraat 124                   | Johanna de Leeuw-Hamburger (1921–1942)                  |
|              | HIER WOHNTE REBECCA SARA DE LEEUW GEB. 1924 DEPORTIERT 19-10-1942 AUS WESTERBORK ERMORDET 22-10-1942 AUSCHWITZ                                    | Kortfoortstraat 124                   | Rebecca Sara de Leeuw-Hamburger (1924–1942)             |
|              | HIER WOHNTE LEVI VAN LEEUWEN GEB. 1878 DEPORTIERT 13-4-1943 AUS WESTERBORK ERMORDET 16-4-1943 SOBIBOR                                             | Koornstraat 3                         | Levi van Leeuwen (1878–1943)                            |
|              | HIER WOHNTE JANSJE MIETJE LEVERPOLL GEB. 1935 DEPORTIERT 16.10.1942 AUS WESTERBORK ERMORDET 19.10.1942 AUSCHWITZ                                  | Kazernestraat 35                      | Jansje Mietje Leverpoll (1935–1942)                     |
|              | HIER WOHNTE ROSA JANSJE LEVERPOLL GEB. 1932 DEPORTIERT 16.10.1942 AUS WESTERBORK ERMORDET 19.10.1942 AUSCHWITZ                                    | Kazernestraat 35                      | Rosa Jansje Leverpoll (1932–1942)                       |
|              | HIER WOHNTE SIMON LEVERPOLL GEB. 1892 DEPORTIERT 16.10.1942 AUS WESTERBORK ERMORDET 31.7.1943 BOBREK, POLEN                                       | Kazernestraat 35                      | Simon Leverpoll (1892–1943)                             |
|              | HIER WOHNTE JETTA LEVERPOLL- VAN TIJN GEB. 1894 DEPORTIERT 16.10.1942 AUS WESTERBORK ERMORDET 19.10.1942 AUSCHWITZ                                | Kazernestraat 35                      | Jetta Leverpoll-van Tijn (1894–1942)                    |
|              | HIER WOHNTE DAVID IZAAC DE LEEUW GEB. 1885 DEPORTIERT 19.10.1942 AUS WESTERBORK ERMORDET 22.10.1942 AUSCHWITZ                                     | Kortfoortstraat 195                   | David Izaac de Leeuw (1885–1942)                        |
|              | HIER WOHNTE JOHANNA DE LEEUW GEB. 1921 DEPORTIERT 19.10.1942 AUS WESTERBORK ERMORDET 22.10.1942 AUSCHWITZ                                         | Kortfoortstraat 195                   | Johanna de Leeuw (1921–1942)                            |
|              | HIER WOHNTE REBECCA SARA DE LEEUW GEB. 1924 DEPORTIERT 19.10.1942 AUS WESTERBORK ERMORDET 22.10.1942 AUSCHWITZ                                    | Kortfoortstraat 195                   | Rebecca Sara de Leeuw (1924–1942)                       |
|              | HIER WOHNTE BETJE DE LEEUW- HAMBURGER GEB. 1883 DEPORTIERT 19.10.1942 AUS WESTERBORK ERMORDET 22.10.1942 AUSCHWITZ                                | Kortfoortstraat 195                   | Betje de Leeuw-Hamburger (1883–1942)                    |
|              | HIER WOHNTE ROBERT MEIJER GEB. 1901 DEPORTIERT 31.8.1942 AUS WESTERBORK ERMORDET 11.3.1943 FÜRSTENGRUBE/POLEN                                     | Oostwal 183                           | Robert Meijer (1901–1943)                               |
|              | HIER WOHNTE ILSE MEIJER-GANS GEB. 1901 DEPORTIERT 31.8.1942 AUS WESTERBORK ERMORDET 3.9.1942 AUSCHWITZ                                            | Oostwal 183                           | Ilse Meijer-Gans (1904–1942)                            |
|              | HIER WOHNTE JULIE MEIJER-HEIJMAN GEB. 1872 DEPORTIERT 13.4.1943 AUS WESTERBORK ERMORDET 16.4.1943 SOBIBOR                                         | Oostwal 183                           | Julie Meijer-Heijman (1877–1943)                        |
|              | HIER WOHNTE ROSA SILVERENBERG GEB. 1905 DEPORTIERT 31.8.1942 AUS WESTERBORK ERMORDET 3.9.1942 AUSCHWITZ                                           | Kazernestraat 6                       | Rosa Silverenberg (1905–1942)                           |
|              | HIER WOHNTE ALBERT EDUARD SNIJDER VAN DRIEL GEB. 1931 DEPORTIERT 20.7.1943 AUS WESTERBORK ERMORDET 23.7.1943 SOBIBOR                              | Kruisstraat 89                        | Albert Eduard Snijders van Driel (1931–1943)            |
|              | HIER WOHNTE MAX LON SNIJDER VAN DRIEL GEB. 1896 DEPORTIERT 20.7.1943 AUS WESTERBORK ERMORDET 23.7.1943 SOBIBOR                                    | Kruisstraat 89                        | Max Leon Snijders van Driel (1896–1943)                 |
|              | HIER WOHNTE JOHANNA SNIJDER VAN DRIEL-KAUFMAN GEB. 1899 DEPORTIERT 13.7.1943 AUS WESTERBORK ERMORDET 16.7.1943 SOBIBOR                            | Kruisstraat 89                        | Johanna Snijders van Driel-Kaufman (1899–1943)          |
|              | HIER WOHNTE FLORA SPEELMAN GEB. 1879 DEPORTIERT 11.5.1943 AUS WESTERBORK ERMORDET 14.5.1943 SOBIBOR                                               | Ridderstraat 58                       | Flora Speelman (1879–1943)                              |
|              | HIER WOHNTE EGON ARTHUR STEINER GEB. 1937 DEPORTIERT 31.8.1942 AUS WESTERBORK ERMORDET 3.9.1942 AUSCHWITZ                                         | Kortfoortstraat 46                    | Egon Arthur Steiner (1937–1942)                         |
|              | HIER WOHNTE ERNST MICHAEL STEINER GEB. 1904 DEPORTIERT 31.8.1942 AUS WESTERBORK ERMORDET 11.3.1943 FÜRSTENGRUBE PSZCYNA, POLEN                    | Kortfoortstraat 46                    | Ernst Michael Steiner (1904–1943)                       |
|              | HIER WOHNTE THERESIA STEINER-GANS GEB. 1907 DEPORTIERT 31.8.1942 AUS WESTERBORK ERMORDET 3.9.1942 AUSCHWITZ                                       | Kortfoortstraat 46                    | Theresia Steiner-Gans (1907–1942)                       |
|              | HIER WOHNTE HENRI TONCMAN GEB. 1921 DEPORTIERT 16.10.1942 AUS WESTERBORK ERMORDET 26.12.1944 AUSCHWITZ                                            | Kruisstraat 27                        | Henri Toncman (1921–1944)                               |
|              | HIER WOHNTE JACOB DE VRIES GEB. 1925 DEPORTIERT 16.10.1942 AUS WESTERBORK ERMORDET 10.5.1943 BOBREK, POLEN                                        | Floraliastraat 49                     | Jacob de Vries (1925–1943)                              |
|              | HIER WOHNTE LAZARUS DE VRIES GEB. 1889 DEPORTIERT 16.10.1942 AUS WESTERBORK ERMORDET 19.10.1943 AUSCHWITZ                                         | Floraliastraat 49                     | Lazarus de Vries (1889–1942)                            |
|              | HIER WOHNTE MARCUS JACOB DE VRIES GEB. 1895 DEPORTIERT 12.10.1942 AUS WESTERBORK ERMORDET 28.2.1943 AUSCHWITZ                                     | Hooghuisstraat 27                     | Marcus Jacob de Vries (1895–1943)                       |
|              | HIER WOHNTE SAMUEL DE VRIES GEB. 1922 DEPORTIERT 2.10.1942 AUS WESTERBORK ERMORDET 31.10.1943 SCHOPPENITZ/POLEN                                   | Floraliastraat 49                     | Samuel de Vries (1922–1943)                             |
|              | HIER WOHNTE MINA DE VRIES- DE VRIES GEB. 1892 DEPORTIERT 16.10.1942 AUS WESTERBORK ERMORDET 19.10.1943 AUSCHWITZ                                  | Floraliastraat 49                     | Mina de Vries-de Vries (1892–1942)                      |
|              | HIER WOHNTE ABRAHAM WOLF GEB. 1922 DEPORTIERT 26.10.1942 AUS WESTERBORK ERMORDET 28.2.1943 IN DER UMGEBUNG VON AUSCHWITZ                          | Floraliastraat 56                     | Abraham Wolf (1922–1943)                                |
|              | HIER WOHNTE HERTOG NAPOLEON WOLF GEB. 1924 DEPORTIERT 15.11.1943 AUS VUGHT ERMORDET 31.8.1944 IN DER UMGEBUNG VON AUSCHWITZ                       | Floraliastraat 56                     | Hertog Napoleon Wolf (1924–1944)                        |
|              | HIER WOHNTE LOUIS WOLF GEB. 1892 DEPORTIERT 25.5.1943 AUS WESTERBORK ERMORDET 28.5.1943 SOBIBOR                                                   | Floraliastraat 56                     | Louis Wolf (1892–1943)                                  |
|              | HIER WOHNTE ROSA ELISABETH WOLF GEB. 1927 DEPORTIERT 25.5.1943 AUS WESTERBORK ERMORDET 28.5.1943 SOBIBOR                                          | Floraliastraat 56                     | Rosa Elisabeth Wolf (1927–1943)                         |
|              | HIER WOHNTE BERTHA WOLF- ANDRIESSE GEB. 1895 DEPORTIERT 25.5.1943 AUS WESTERBORK ERMORDET 28.5.1943 SOBIBOR                                       | Floraliastraat 56                     | Bertha Wolf-Andriesse (1892–1942)                       |
|              | HIER WOHNTE EMMA GRETA ROSALINA ZILVERBERG GEB. 1942 DEPORTIERT 13.7.1943 AUS WESTERBORK ERMORDET 16.7.1943 SOBIBOR                               | Molenstraat 143                       | Emma Greta Rosalina Zilverberg (1942–1943)              |
|              | HIER WOHNTE HENRI ZILVERBERG GEB. 1912 DEPORTIERT 8.6.1943 AUS WESTERBORK ERMORDET 11.6.1943 SOBIBOR                                              | Molenstraat 143                       | Henri Zilverberg (1912–1943)                            |
|              | HIER WOHNTE HENRI WILLEM ZILVERBERG GEB. 1919 DEPORTIERT 16.10.1942 AUS WESTERBORK ERMORDET 31.3.1944 MITTELEUROPA                                | Kruisstraat 36                        | Henri Willem Zilverberg (1919–1944)                     |
|              | HIER WOHNTE ISIDOOR ZILVERBERG GEB. 1916 DEPORTIERT 30.10.1942 AUS WESTERBORK ERMORDET 31.3.1944 MITTELEUROPA                                     | Kruisstraat 36                        | Isidoor Zilverberg (1916–1944)                          |
|              | HIER WOHNTE LEVIE ZILVERBERG GEB. 1869 DEPORTIERT 11.5.1943 AUS WESTERBORK ERMORDET 14.5.1943 SOBIBOR                                             | Boterstraat 6                         | Levie Zilverberg (1869–1943)                            |
|              | HIER WOHNTE ROSA ZILVERBERG GEB. 1871 DEPORTIERT 11.5.1943 AUS WESTERBORK ERMORDET 14.5.1943 SOBIBOR                                              | Boterstraat 6                         | Rosa Zilverberg (1871–1943)                             |
|              | HIER WOHNTE HENRIETTE ZILVERBERG-SCHAAP GEB. 1882 DEPORTIERT 11.5.1943 AUS WESTERBORK ERMORDET 14.5.1943 SOBIBOR                                  | Kruisstraat 36                        | Henriette Zilverberg-Schaap (1882–1943)                 |
|              | HIER WOHNTE ROSETTA ZILVERBERG- VAN ZWANENBERGH GEB. 1917 DEPORTIERT 13.7.1943 AUS WESTERBORK ERMORDET 16.7.1943 SOBIBOR                          | Molenstraat 143                       | Rosetta Zilverberg-Van Zwanenbergh (1917–1943)          |
|              | HIER WOHNTE ANTONETTA SOnaPHIE VAN ZWANENBERGH GEB. 1922 DEPORTIERT 8.6.1943 AUS WESTERBORK ERMORDET 11.6.1943 SOBIBOR                            | Hescheweg 22                          | Antonetta Sophie van Zwanenbergh (1922–1943)            |
|              | HIER WOHNTE LOUIS SIMON VAN ZWANENBERGH GEB. 1919 DEPORTIERT 26.10.1942 AUS WESTERBORK ERMORDET 28.2.1943 AUSCHWITZ                               | Hescheweg 22                          | Louis Simon van Zwanenbergh (1919–1943)                 |
|              | HIER WOHNTE SAMUËL VAN ZWANENBERGH GEB. 1888 DEPORTIERT 23.3.1944 AUS WESTERBORK ERMORDET 26.3.1944 AUSCHWITZ                                     | Hescheweg 22                          | Samuël van Zwanenbergh (1888–1944)                      |
|              | HIER WOHNTE GRIETJE MARIANNA VAN ZWANENBERGH- STOPPELMAN GEB. 1892 DEPORTIERT 23.3.1944 AUS WESTERBORK ERMORDET 26.3.1944 AUSCHWITZ               | Hescheweg 22                          | Grietje Marianna van Zwanenbergh-Stoppelman (1892–1944) |

## Verlegedaten
- 23. Juli 2011: Dr. Hermanslaan, Goudmijnstraat, Spoorlaan
- 8. April 2014: Boterstraat, Heuvel, Hooghuisstraat, Kazernestraat, Linkensweg, Molenstraat 78 und 80, Oostwal, Walplein
- 9. April 2014: Doelenstraat, Houtstraat, Kerkstraat, Koornstraat, Katwijkstraat, Kortfoortstraat, Kruisstraat, Kronstraat, Monsterstraat, Peperstraat, Schoolstraat, Walstraat
- 10. April 2014: Floraliastraat, Hescheweg, Kortfoortstraat, Mgr. van den Boerpark, Molenstraat 67, 69 und 143, Rozenstraat
- 11. April 2014: Ridderstraat
- 1. Dezember 2016: Geffen